# Chrysanthrax astarte
Chrysanthrax astarte är en tvåvingeart som först beskrevs av Christian Rudolph Wilhelm Wiedemann 1830.  Chrysanthrax astarte ingår i släktet Chrysanthrax och familjen svävflugor. Inga underarter finns listade i Catalogue of Life.